# Liste der Naturdenkmale in Binsfeld (Eifel)
Die Liste der Naturdenkmale in Binsfeld nennt die im Gemeindegebiet von Binsfeld ausgewiesenen Naturdenkmale (Stand 11. März 2024).

## Ehemalige Naturdenkmale
| Nr. | Bezeichnung  | Lage                                          | Beschreibung                             | Bild                                    |
| --- | ------------ | --------------------------------------------- | ---------------------------------------- | --------------------------------------- |
|     | Harfenfichte | südlich des Ortes; Abteilung In der Kaas Lage | Picea abies; Rechtsverordnung aufgehoben | Direkt Bild zu diesem Denkmal hochladen |